# Оранжевохохлый какаду
Оранжевохохлый какаду (лат. Cacatua sulphurea citrinocristata) — птица семейства какаду.

## Внешний вид
Чуть крупнее номинативного подвида, длина тела до 38 см. Оперение белое, верхняя часть хохла и ушной области оранжевые. Внутренняя сторона маховых и рулевых перьев жёлтая.

## Распространение
Обитает на острове Сумба.

## Содержание
В одиночном содержании очень привязываются к человеку, требуют к себе внимания, на отсутствие которого обижаются и сильно кричат. Их лучше содержать парами.